# Tityus antioquensis
Espèce
Tityus antioquensis est une espèce de scorpions de la famille des Buthidae.

## Distribution
Cette espèce est endémique du département d'Antioquia en Colombie. Elle se rencontre vers Angelópolis.

## Étymologie
Son nom d'espèce, composé de antioqu[a] et du suffixe latin -ensis, « qui vit dans, qui habite », lui a été donné en référence au lieu de sa découverte, le département d'Antioquia.

## Publication originale
- Lourenço & Otero Patiño, 1998 : « Tityus antioquensis sp. n., a new species of scorpion from the Department Antioquia, Central Cordillera of Colombia (Scorpiones, Buthidae), with a checklist and key for the Colombian species of the genus. » Entomologische Mitteilungen aus dem Zoologischen Museum Hamburg, vol. 12, no 158, p. 297-307 (texte intégral).